# Nibionno
Nibionno es una localidad y comune italiana de la provincia de Lecco, región de Lombardía, con 3.641 habitantes.
Confina con la provincia de Monza y Brianza y con la Provincia de Como.
El pueblo está formado por los anejos de Tabiago, Cibrone, Gaggio, Mongodio y Molino Nuovo, y por las localidades de La Merla, Ceresa y Mazzacavallo.
La casa comunal se encuentra en Tabiago, a 306m sobre el nivel del mar.

## Evolución demográfica
| Gráfica de evolución demográfica de Nibionno entre 1861 y 2001 |
|                                                                |
| Fuente ISTAT - elaboración gráfica de Wikipedia                |